# Ewloe Castle
Ewloe Castle (walisisch Castell Ewlo) ist eine Burgruine in Flintshire in Wales. Die als Kulturdenkmal der Kategorie Grade I klassifizierte sowie als Scheduled Monument geschützte Ruine liegt nordwestlich des Ortes Hawarden. Die Anlage ist typisch für die von den walisischen Fürsten im 13. Jahrhundert errichteten steinernen Burgen.

## Geschichte
Die Geschichte der kleinen Burg ist nur wenig belegt. Die älteste und einzige zeitgenössische Erwähnung der Burg stammt von Pain de Tiptoft, 1. Baron Tibetot, der in einem Bericht von 1311 schreibt, dass die Burg 1257 vom walisischen Fürsten Llywelyn ap Gruffydd zurückerobert und ausgebaut wurde. Einige Forscher vermuten, dass eine erste Burg bereits in der Mitte des 12. Jahrhunderts als Erd- und Holzbefestigung von Fürst Owain Gwynedd errichtet wurde, doch für diese Theorie gibt es keine Belege, dazu ist die Lage untypisch für Befestigungen mit Erdwerken. Vermutlich wurde die Burg in der ersten Hälfte des 13. Jahrhunderts durch Fürst Llywelyn ab Iorwerth als walisische Befestigung gegen das nahe gelegene englische Hawarden Castle erbaut. Während der Eroberung von Wales durch König Eduard I. fiel die Burg vor 1283 in englische Hände. Danach hatte sie ihre militärische Bedeutung verloren und verfiel.
Die Anlage wird von Cadw verwaltet und ist zu besichtigen.

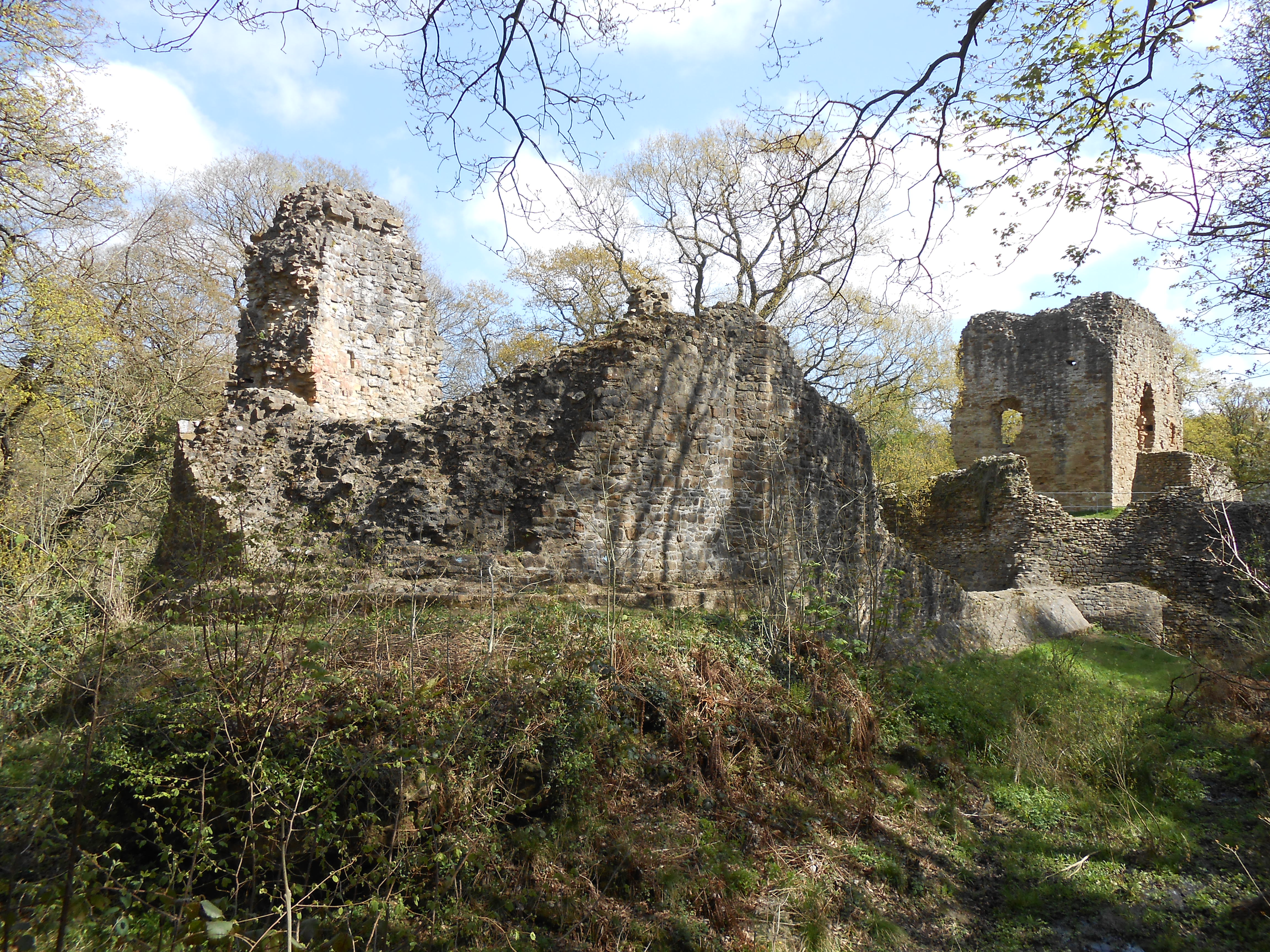
Die Burg von Nordosten, im Vordergrund die Ruine des Keeps

## Anlage
Die Burg befindet sich in einer beherrschenden Stellung auf einer Anhöhe über dem nördlich der Burg liegenden Wepre Brook, zu dem das Gelände steil abfällt, während an der Ostseite ein weiterer Bach dem Wepre Brook zufließt. Zum ansteigenden Gelände an der Südseite sowie zur Ostseite besaß die Burg einen tiefen, in den Fels gehauenen Graben. Die Burg bestand aus zwei Baugruppen. Im höher gelegenen östlichen Teil der Burg befand sich ein mächtiger, D-förmiger Keep, wie er für walisische Burgen dieser Zeit typisch ist. Der Turm war über dem Kellergeschoss zweigeschossig, von der Wohnhalle im unteren Stockwerk sind noch Lanzettfenster an der Südseite erhalten. Der Turm war von einer bis zu 4,5 m hohen Ringmauer umgeben. Der niedriger gelegene westliche Teil der Burg wurde von einem zweigeschossigen Rundturm beherrscht, auch dieser Turm war von einer Mauer umgeben, die im Norden und Süden an die höher gelegene Mauer um den Keep anschloss. Der Zugang zu der Burg führte über einen Erdwall und eine hölzerne Brücke zu dem einfachen Burgtor an der nordöstlichen Ecke der Ringmauer. Vom oberen Burghof führte dann ein weiteres einfaches Tor in den niedriger gelegenen westlichen Hof.
Heute ist die Anlage stark zerfallen und liegt in dicht bewaldeten Gebiet.